# 800 mètres féminin aux championnats du monde d'athlétisme 1983
Navigation
Rome 1987
L'épreuve du 800 mètres féminin des championnats du monde d'athlétisme 1983 s'est déroulée du 7 au 9 août 1983 dans le Stade olympique d'Helsinki, en Finlande. Elle est remportée par la Tchécoslovaque Jarmila Kratochvílová.

## Résultats

### Finale
| Rang               | Athlète                        | Pays                 | Temps         | Notes |
| ------------------ | ------------------------------ | -------------------- | ------------- | ----- |
| Médaille d'or      | Jarmila Kratochvílová          | Tchécoslovaquie      | 1 min 54 s 68 |       |
| Médaille d'argent  | Lyubov Gurina                  | Union soviétique     | 1 min 56 s 11 |       |
| Médaille de bronze | Yekaterina Podkopayeva         | Union soviétique     | 1 min 57 s 58 |       |
| 4                  | Margrit Klinger                | Allemagne de l'Ouest | 1 min 58 s 11 |       |
| 5                  | Robin Campbell                 | États-Unis           | 2 min 00 s 03 |       |
| 6                  | Doina Melinte                  | Roumanie             | 2 min 00 s 13 |       |
| 7                  | Milena Matejkovičová-Strnadová | Tchécoslovaquie      | 2 min 01 s 72 |       |
| 8                  | Antje Schröder                 | Allemagne de l'Est   | 2 min 02 s 13 |       |

## Légende
Records et Performances
- AR : Record continental (area record)
- CR : Record des championnats (championship record)
- MR : Record du meeting (meet record)
- NR : Record national (national record)
- OR : Record olympique (olympic record)
- PR : Record paralympique (paralympic record)
- PB : Record personnel (personal best)
- SB : Meilleure performance personnelle de la saison (season's best)
- WL : Meilleure performance mondiale de l'année (world leader)
- WJR : Record du monde junior (world junior record)
- WR : Record du monde (world record)

Circonstances et Conditions
- DNF : N'a pas terminé (did not finish)
- DNS : N'a pas pris le départ (did not start)
- DQ : Disqualification (disqualification)
- NM : Aucun essai valable enregistré (No Mark)
- Q : Qualifié « directement » au prochain tour (ou à la prochaine compétition), lors d'une compétition majeure, grâce au classement ou à la réalisation des minima (automatic qualifier)
- q : Qualifié au prochain tour (ou à la prochaine compétition), lors d'une compétition majeure, grâce au repêchage ou à la réalisation de l'une des meilleures performances parmi celles des « non qualifiés directement » (grâce au meilleur temps ou à la meilleure distance par exemple) (secondary qualifier)